# Пещери Карлсбад (национален парк)
Националният парк пещерите Карлсбад (на английски: Carlsbad Caverns National Park) е национален парк в САЩ, намиращ се в югоизточната част на щата Ню Мексико. В района има 300 пещери, като паркът обхваща 113 от тях. На 23 октомври 1923 година е създаден националният монумент пещерите Карлсбад, а на 14 май 1930 той придобива стаута на национален парк. От 1995 година Националният парк пещерите Карлсбад също така представлява и един от обектите на световното наследство на САЩ. Нов туристически център отваря врати на 26 юни 2008 година.

## История
Преди около 250 до 280 милиона години на това място е имало море. Пещерите в района са се образували вследствие на отлагания при неговото пресъхване. Преди около 12 000 до 14 000 години местните планини Гуадалупе са били населявани от индианци. Следи от тяхното присъсттвие във формата на огнища и пиктографи могат да се видят и днес. Около 1500 година идват първите европейски заселници и изследователи и минавайки през района, Испания го обявява за своя територия. След бунтовете от 1821 година за независимост, за кратко става мексиканска територия. Във войната между Мексико и САЩ в края на 1840-те Мексико губи териториите, които стават част от новосъздадения малко по-късно през 1912 година щат Ню Мексико.

## Флора и фауна
Около входа на пещерата се срещат някои по-едри животни като миеща мечка и пор, а преобладаващата растителност са кактуси. Всички растения в района имат някакъв вид бодли. В самата пещера най-широко разпросранени са няколкото различни вида прилепи. Те се хранят с насекоми.

## Климат
Зимите тук са студени и сухи, с температури около 50-60 °F, а през лятото достигат до над 90 °F. През лятото са възможни бури и наводнения. Температурите в подземната пещера варират слабо през годината около средната температура от 56 °F (13 °C). При посещение на пещерата се препоръчват обувки с гумена подметка и грайфер, както и леко яке или пуловер.
| Месец         | Ян. | Фев. | Март | Апр. | Май | Юни | Юли | Авг. | Септ. | Окт. | Ноем. | Дек. | Год. |
| ------------- | --- | ---- | ---- | ---- | --- | --- | --- | ---- | ----- | ---- | ----- | ---- | ---- |
| Средна вис °F | 57  | 63   | 70   | 79   | 87  | 94  | 95  | 93   | 87    | 78   | 67    | 59   | 77   |
| Средна нис °F | 27  | 32   | 38   | 47   | 55  | 64  | 67  | 65   | 59    | 47   | 35    | 28   | 47   |
| Източник:     |     |      |      |      |     |     |     |      |       |      |       |      |      |